# Lilian Jégou
Lilian Jégou (Nantes, 20 de enero de 1976) es un ciclista francés que fue profesional entre 2003 y 2010.

## Biografía
Debutó como profesional con el equipo Crédit Agricole, para después fichar por la La Française des Jeux en 2005, donde conseguiría sus primeras victorias.
En octubre de 2008 fichó para las dos próximas temporadas por el equipo Bretagne Armor Lux.
A finales de la temporada 2010, puso fin a su carrera como ciclista profesional.

## Palmarés
2006
- 1 etapa de la Tropicale Amissa Bongo

2007
- 1 etapa de la Tropicale Amissa Bongo
- 1 etapa del Tour de Limousin

2008
- Tropicale Amissa Bongo

2010
- 1 etapa del Circuito Montañes
- Gran Premio Cristal Energie

## Resultados en Grandes Vueltas
| Carrera | Carrera         | 2003 | 2004 | 2005 | 2006 | 2007 | 2008 | 2009 | 2010 |
| ------- | --------------- | ---- | ---- | ---- | ---- | ---- | ---- | ---- | ---- |
|         | Giro de Italia  | —    | —    | 98.º | —    | 75.º | 85.º | —    | —    |
|         | Tour de Francia | Ab.  | —    | —    | —    | 97.º | Ab.  | —    | —    |
|         | Vuelta a España | —    | —    | —    | —    | —    | —    | —    | —    |

—: no participa

Ab.: abandono